# Festival bunjevački’ pisama 2004.
Festival bunjevački’ pisama 2004. bio je četvrto izdanje tog festivala. 
Održan je u 24. rujna.

Mjesto izvođenja je bio Hrvatski kulturni centar "Bunjevačko kolo".

Izvođače je pratio Festivalski orkestar Hrvatskog kulturnog centra "Bunjevačko kolo".
Voditelji programa su bili Željka Vukov i Ladislav Suknović.
Nagradu sudaca je dobila pjesma koju je izveo Ante Crnković. 

Nagradu publike je dobila pjesma koju je izvela Marija Jaramazović.

Nagradu za najbolju izvedbu je dobila Marija Jaramazović.

Nagradu za najbolji aranžman je dobio Vojislav Temunović.

Nagradu za najbolji tekst je dobila Nela Skenderović.

## Vanjska poveznica
- Zvonik Održan IV. Festival bunjevački pisama